# Canes Venatici I groep
De Canes Venatici I groep (of M94 Groep) is een groep van sterrenstelsels. De groep is vernoemd naar het sterrenbeeld Canes Venatici (Jachthonden). 
Het helderste lid van de Canes Venatici I groep is Messier 94. Andere leden zijn NGC 4214, NGC 4244, en NGC 4395.
De groep is gelegen op 13 miljoen lichtjaar van de Lokale Groep (waaronder de Melkweg valt). 
De groep vormt de Canes Venatici Wolk samen met Lokale Groep, de Canes Venatici II groep, de Sculptor Groep, de M81 Groep, de M101 Groep, en de Coma I Groep. De Canes Venatici Wolk vormt op zijn beurt samen met de Virgocluster en enkele andere clusters de Virgosupercluster.